# 西德妮·羅梅羅
西德妮·喬伊·羅梅羅（英語：Sydney Joy Romero，1997年3月8日—）是一名出生於美國加利福尼亞州的壘球選手，司職工具人。她曾隨美國隊參加2015年世界青年女子壘球錦標賽，結果獲得金牌。她的姐姐席艾拉·羅梅羅也是壘球運動員。

## 外部連結
- 西德妮·羅梅羅的X（前Twitter）
- 西德妮·羅梅羅的Instagram帳戶